# Gola (armadura)

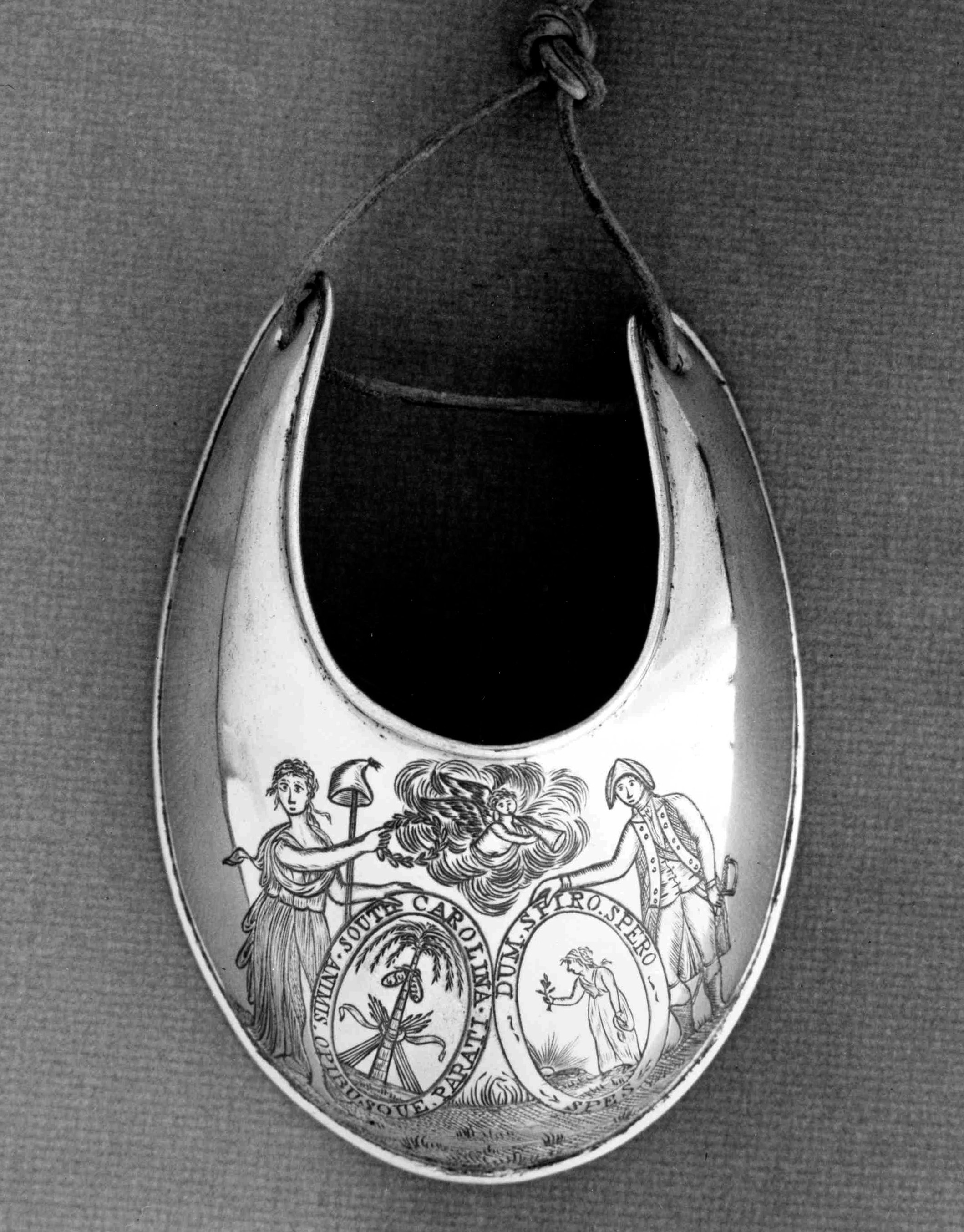
Gola de un oficial del regimiento de infantería de Carolina del Sur. Finales del.

Se denomina gola a la pieza de la armadura, parte del yelmo,  que se ponía sobre el peto para cubrir y defender la parte anterior de la garganta. También servía el propósito de afirmar el yelmo sobre los hombros. Apareció en el siglo XIV. 
Esta pieza del arnés medieval es un desarrollo del alpartaz, que protegía no solo el cuello sino también la barba y la nuca, dejadas al descubierto por el bacinete. El alpartaz empezó a usarse a finales del siglo XIII en el mediodía francés y en Italia, según Viollet-le-Duc. Se ve en varios monumentos, entre ellos, alguno español, como un bajorrelieve del monasterio de Santo Domingo de Silos, donde aparecen representados unos guerreros vestidos con brigantinas y prendas de malla que les cubren la boca. A diferencia del  almófar, el alpartaz iba unido al bacinete, el cual tenía al efecto el borde lleno de agujeros. El área protegida por el alpartaz fue posteriormente cubierta no solo por la gola, sino por el barbote y el gorjal, que posteriormente sirvieron de complemento al yelmo. El alpartaz es a su vez una evolución del almófar.  

## En la actualidad
La gola ha dejado como recuerdo en el ejército moderno la placa metálica en forma de media luna convexa del mismo nombre, suspendida del cuello por un cordón o cadena, que los oficiales de algunos cuerpos llevan como distintivo en ocasiones para dar a conocer su rango y rol militar. Esta costumbre tiene su origen en el siglo XVI, donde se daba gran importancia a que el oficial no se quitase nunca la gola cuando estaba desempeñando servicio de guardia. A partir del siglo XVIII, la gola pierde su aspecto funcional.  